# Desa Cibuntu (administrativ by i Indonesien, lat -6,59, long 106,68)
Desa Cibuntu är en administrativ by i Indonesien.   Den ligger i provinsen Jawa Barat, i den västra delen av landet, 50 km söder om huvudstaden Jakarta.